# شركة القتل المحدودة
شركة القتل المحدودة (بالإنجليزية: Murder, Inc.)‏ كانت جماعة إجرامية منظمة، نشطت من عام 1929 إلى عام 1941، وعملت كذراع للمافيا الإيطالية الأمريكية، والعصابات اليهودية، وجماعات الجريمة المنظمة الأخرى المرتبطة ارتباطًا وثيقًا في مدينة نيويورك وأماكن أخرى. تألفت المجموعة من رجال عصابات يهود أمريكيين وإيطاليين أمريكيين، وتم تجنيد الأعضاء بشكل أساسي من الأحياء الفقيرة والطبقة العاملة في مانهاتن ومن أحياء بروكلين في براونزفيل، شرق نيويوركو أوشن هيل.

## الأصول
تأسست العصابة من قبل رجال العصابات اليهود الأمريكيين من نيويورك ماير لانسكي وباغسي سيجل في أوائل عشرينيات القرن الماضي. بعد حرب كاستيلاماريس واغتيال رئيس المافيا الأمريكية سالفاتور مارانزانو، أنشأ عضو المافيا الصقلي لوكي لوتشيانو العصابة.

## الجرائم المبكرة
تأسست شركة القتل المحدودة بعد تشكيل لجنة نقابة الجريمة الوطنية. كان يرأسها إلى حد كبير لويس بوشالتر وألبرت أناستازيا، ولكن كان لها أيضًا أعضاء من عصابة بوشالتر المتعثرة بالإضافة إلى مجموعة أخرى من المنفذين من براونزفيل، بروكلين، نيويورك بقيادة مارتن «بوجسي» غولدشتاين وآبي «كيد تويست» ريليس. بوشالتر، على وجه الخصوص، وجو أدونيس من حين لآخر، أعطى للجماعة أوامرها من مجلس إدارة النقابة. ألبرت أناستازيا كان رئيس العمليات للفرقة يساعده شريك ليبك منذ فترة طويلة جاكوب «جورا» شابيرو.
في عام 1932، أبلغ آبي فاغنر الشرطة عن نقابة الجريمة. هرب بعدها إلى سانت بول، مينيسوتا، وتنكر لتجنب الملاحقات المحتملة. عثر عليه قاتلان، جورج يونغ وجوزيف شيفر، وأطلقوا النار عليه، لكن تم القبض عليهم لاحقًا.
في الثلاثينيات من القرن الماضي، استخدم بوشالتر شركة القتل المحدودة لقتل الشهود والمخبرين المشتبه بهم عندما كان يتم التحقيق معه من قبل المدعي العام توماس ديوي. في إحدى الحالات في 11 مايو 1937، قام أربعة قتلة بتقطيع جورج رودنيك إلى أشلاء لمجرد الاشتباه في أنه كان مخبراً. في 1 أكتوبر 1937، أطلقوا النار على زميل بوشالتر السابق ماكس روبين وأصابوه بجروح خطيرة. كان روبن قد عصى أوامر بوشالتر بمغادرة المدينة و «الاختفاء» من أجل تجنب استدعائه كشاهد ضد بوشالتر. في عام 1935 كان هناك ثلاثة ضحاية مزعومين لشركة القتل المحدودة هم موريس كيسلر وأخوه لويس وجوزيف أمبرج.

## الأعضاء
- باغسي سيجل
- ماير لانسكي
- ألبرت أناستازيا
- لويس كابوني
- فرانكي كاربو
- هاري مايوني
- أبي ريليس